# Daniel Passarella
Daniel Alberto Passarella (Chacabuco, 25 de maio de 1953) é um ex-futebolista e ex-técnico de futebol argentino. Considerado o melhor zagueiro produzido pelo futebol argentino.
Celebrizou-se como jogador, onde atuava na posição de zagueiro. Apesar da estatura considerada baixa para a posição (1,73 m), sabia cobrir a defesa de suas equipes devido à sua grande impulsão. Seu forte jogo aéreo também lhe possibilitou marcar muitos gols de cabeça, além de precisas cobranças de falta. É o segundo zagueiro que mais fez gols na história (está atrás apenas do holandês Ronald Koeman), marcando 175 gols oficiais, sendo 153 por clubes e 22 pela seleção. 
Passarella também era veloz, cobrava faltas muito bem, era ótimo no desarme e realizava lançamentos longos precisos para contra-ataques. Além de ser o único jogador bicampeão mundial da Seleção Argentina (estava nos elencos das Copas do Mundo de 1978, erguida por ele como capitão, e 1986), é também bastante identificado com o River Plate, onde atuou nove anos como jogador, seis como treinador e ainda foi presidente por quatro anos.
A maestria na defesa, onde também atuaria como líbero, o fato de ter sido capitão campeão de uma Copa em casa e de treinar seu país lhe renderia comparações com Franz Beckenbauer. Posteriormente, como o alemão, tornou-se também presidente do clube onde se notabilizou.

## Carreira como jogador em clubes

### River Plate
Após começar no pequeno Sarmiento, chegou ao River Plate em 1974. Curiosamente, era na infância torcedor do arquirrival Boca Juniors e chegou a tentar jogar no clube de La Bombonera, mas foi reprovado na peneira. Furioso, pediu a Néstor Rossi, ex-zagueiro do River que o havia trazido a Buenos Aires apostando em seu talento, que lhe arranjasse testes na equipe do Monumental de Núñez, onde foi aprovado.
Estreou na equipe principal do River quando o time vivia jejum de dezoito anos sem títulos expressivos. No segundo ano, a escrita seria quebrada em dose dupla: o clube foi campeão do campeonato argentino e do campeonato metropolitano, à época um torneio mais valorizado do que o próprio nacional.
O ano de 1976 foi o oposto: os dois títulos ficaram com o arquirrival Boca Juniors e, para piorar, o River perdeu a Taça Libertadores da América para o Cruzeiro, torneio que o Boca ainda por cima conquistaria em 1977 e 1978. Paralelamente, Passarella ia ganhando os metropolitanos de 1977, 1979 e 1980 e os argentinos de 1979 e 1981. Após a Copa do Mundo de 1982, quando trocou o clube pelo futebol italiano, o zagueiro havia levantado sete taças em oito anos como jogador do River.
No fim da carreira, voltou à antiga equipe, jogando a temporada argentina de 1988/89.

### Na Europa
Passarella foi contratado pela Fiorentina. Na Itália, trocaria a posição na zaga esquerda pela de líbero. Na primeira temporada na Viola, o clube ficou a nove pontos da campeã Roma, mas em quinto, uma posição abaixo da última vaga para a Copa da UEFA. Na segunda, a de 1983/84, conseguiu um terceiro lugar. A de 1984/85 seria esquecível: a equipe de Florença terminou em nono e, na Copa da UEFA, foi eliminada após perder de 2 x 6 para o Anderlecht, da Bélgica.
Depois de uma recuperação na edição seguinte da Serie A, com um quarto lugar em 1985/86, Passarella foi contratado pela mais tradicional Internazionale. Nos nerazzurri, o zagueiro terminou o campeonato de 1986/87 na terceira colocação, a quatro pontos do campeão Napoli, do desafeto Diego Maradona. A segunda temporada na Inter não foi melhor: o time terminou em quinto, com o troféu indo para o arquirrival Milan e, na Copa da UEFA, foi eliminado nas oitavas-de-final de forma surpreendente pelo pequeno Español, de Barcelona.
Foi a última temporada de Passarella na Itália, tendo acertado um retorno ao River Plate. Se não ganhou troféus no duro futebol do país, sua passagem ali é bastante respeitada. Ironicamente, a Inter de Milão conseguiria o título italiano na primeira temporada sem o líbero.

## Seleção Argentina
Passarella estreou pela Argentina em 1974, em seu primeiro ano no River Plate. Tornar-se-ia capitão e o primeiro argentino a levantar a Copa do Mundo, após o país, anfitrião, sagrar-se vencedor, ainda que polemicamente, da edição de 1978. Marcou um gol na campanha, na primeira fase, convertendo um pênalti contra a França.
Na Copa do Mundo de 1982, a detentora do título foi à Espanha fortalecida, com a presença da promessa Diego Maradona. Passarella foi um dos poucos do elenco albiceleste que se salvaram no mundial: marcou duas vezes, em outro pênalti na primeira fase, contra El Salvador; e no final da partida contra a Itália, na segunda fase de grupos. O gol lhe valeria uma transferência para o futebol do país, sendo contratado pela Fiorentina. Foi também na Copa de 1982 que começaram suas desavenças com Maradona. Contra o Brasil, lesionou Zico em violenta e desnecessária falta.
Após classificações automáticas como anfitrião para 1978 e campeão para 1982, Passarella disputou para a Copa do Mundo de 1986 suas primeiras eliminatórias. A vaga veio no sufoco. Após vencer os quatro jogos, dentro e fora de casa, contra Colômbia e Venezuela, a Argentina decidiu a classificação contra o Peru. Ainda que derrotados em Lima, os argentinos necessitavam de apenas um empate em Buenos Aires para se garantirem no México.
A Argentina abriu o marcador, mas os peruanos, que já haviam desclassificado o país em Buenos Aires da Copa do Mundo de 1970, viraram para 2 x 1. A eliminação estava vindo até os 36 minutos do segundo tempo, em que Passarella foi herói: pegou a bola ainda no campo de defesa e puxou o ataque, avançando para a grande área após tabelar com Enzo Trossero. O defensor chutou, a bola passou entre as mãos do goleiro Eusebio Acasuzo e bateu na trave, sobrando livre de rebote para Ricardo Gareca concluir para as redes e classificar a Argentina.
Apesar de sua atuação decisiva, Passarella acabaria não sendo utilizado pelo técnico Carlos Bilardo na Copa, em razão da rixa com Maradona, que não queria sequer a convocação do desafeto. Único remanescente do elenco campeão de 1978, Passarella foi, ainda que na reserva em 1986, o único jogador presente nos dois títulos mundiais da Argentina.

## Como técnico

### River e Argentina
Após aposentar-se no River Plate como jogador, Passarella seguiu no clube, agora como técnico, faturando o argentino de 1989/90. Ficaria seis anos em sua primeira passagem no cargo, montando equipes que demonstravam força nos torneios locais, ganhando os Aperturas de 1991 e 1993. Saiu em 1994 para tornar-se treinador da Seleção Argentina, substituindo Alfio Basile, após este ser eliminado na Copa do Mundo de 1994.
Em 1995, a teve-se a conquista foi os Jogos Pan-Americanos, sediados na Argentina (em Mar del Plata), mas três reveses: a Argentina chegou à Copa América de 1995 com o status de campeã das duas edições anteriores do torneio, mas caiu nas semifinais contra o rival Brasil, nos pênaltis, após sofrer empate no final do tempo normal com o famoso chute de Túlio em que o atacante adversário preparou com a mão. Perdeu também a final da Copa Rei Fahd de 1995 (precursora da atual Copa das Confederações) para a Dinamarca. Pior do que tudo para o técnico Passarella, indiscutivelmente, foi a morte de seu filho Sebastián, em um acidente de trânsito. O golpe marcaria-lhe para sempre e mudaria o jeito sisudo do técnico em relação à imprensa.
Nas Olimpíadas de 1996, a seleção, favorita, acabou com a prata, ao ser derrotada na decisão pela Nigéria. Após ser eliminado ainda nas quartas-de-final da Copa América de 1997 pelo Peru, Passarella classificou a Argentina sem maiores dificuldades para a Copa do Mundo de 1998, e impressão melhorou ainda mais após o último amistoso antes do torneio, com o país vencendo o arquirrival Brasil por 1 x 0 em pleno Maracanã, no que foi a última derrota brasileira para a Argentina em casa. Na Copa, os comandados de Passarella fizeram uma boa campanha, vencendo os três jogos da primeira fase e superando nos pênaltis a rival Inglaterra nas quartas, mas a impressão ficou amarga após a eliminação no final da partida contra os Países Baixos, nas quartas.
Sua passagem como treinador da Albiceleste terminaria ali, ficando mais marcada por ele não dar chances aos jogadores que usassem cabelas compridos ou tiaras: isso fez com que alguns dos melhores do país, como Claudio Caniggia e Fernando Redondo não fossem aproveitados por ele. Gabriel Batistuta só foi ao mundial da França justamente por ter aceitado cortar suas madeixas.
Passarella também preferira não usar Julio Cruz, que nas eliminatórias simulou um corte no rosto no jogo contra a Bolívia na altitude de La Paz, semelhante à ideia do goleiro chileno Roberto Rojas nas eliminatórias da Copa do Mundo de 1990, contra o Brasil. O episódio com Cruz, que teria os mesmos objetivos de Rojas - reivindicar os pontos da partida - jamais seria esclarecido.

### Estrangeiro
A seguir, Passarella treinou o Uruguai, sendo vice-campeão da Copa América de 1999. Treinaria a Celeste somente até 2001, saindo do comando antes do país se classificar para a Copa do Mundo de 2002. No segundo semestre daquele ano, voltou à Itália, agora para treinar o Parma, mas ficou pouco tempo: o clube estava quebrado financeiramente   e Passarella assumiria publicamente que errou ao aceitar dirigi-lo.
Voltou a saborear títulos em 2003, faturando o campeonato mexicano com o Monterrey, onde ficaria entre 2002 e 2004. Em 2005, foi surpreendentemente contratado pelo Corinthians. A equipe brasileira, financiada pela parceira MSI, já contava com dois compatriotas no elenco, Carlos Tévez e Sebastián Domínguez, o Sebá. Sua estreia foi na derrota por 3 a 0 para o Cianorte fora de casa pela Copa do Brasil. Durou pouco mais de um mês, porém: chegou em abril e sairia em 10 de maio. No período, conseguiu uma histórica reviravolta contra o Cianorte: a pequena equipe paranaense conseguira uma vitória surpreendente por 3 x 0 no jogo de ida na Copa do Brasil, mas caiu após perder por 1 x 5 na volta, realizada no estádio do Pacaembu, em São Paulo.
Os festejos deram logo lugar à crise. Passarella não diminuiu o racha já existente no elenco corintiano entre os atletas oriundos da base ou já presentes na equipe antes da MSI e os contratados pela parceira. Pelo contrário, acabou brigando com jogadores de ambos os lados: Roger, que decretaria a eliminação do Corinthians nas quartas-de-final da Copa do Brasil, contra o Figueirense, após perder pênalti depois de só ser utilizado no final da partida; Gil, que perdeu a camisa 10 para Tévez; Dinélson, que declarou que o treinador sequer sabia seu nome; e o goleiro Fábio Costa, que soube pela imprensa que iria para a reserva. Passarella caiu após perder por 1 x 5 o clássico contra o São Paulo.

### Volta breve ao River
Voltou em 2006 a ser técnico do River Plate, já no decorrer da temporada 2005/2006. Vingou-se do Corinthians na Taça Libertadores da América de 2006, eliminando a equipe em São Paulo, em partida que terminou tumultuada pela torcida alvinegra (que já havia sentido o sabor de ver a eliminação em casa contra o River em 2003).
Em sua segunda passagem pelo River, não faturou troféus, mas recuperou-se nos retrospectos contra o Boca Juniors: na primeira e vitoriosa passagem, as únicas dúvidas quanto à capacidade de Passarella eram justamente nos Superclásicos, onde sofrera muitas derrotas. Ao pedir demissão em 2007 justamente em razão da falta de títulos, conseguira sair invicto dos quatro confrontos contra o Boca, com duas vitórias e dois empates.
Foi apontado como candidato a técnico da Venezuela nas eliminatórias para a Copa do Mundo de 2010, mas o escolhido foi César Farías.

## Presidente do River
No final de 2009, e ex-zagueiro e ex-técnico do River seria eleito o presidente do clube, em margem apertadíssima de seis votos (14.237 associados votaram ) sobre o concorrente Ricardo D'Onofrio, chegando como grande salvador em relação à administração anterior, que ele próprio julgou de "peor gobierno de la historia multiplicado por dos", que deixou no River um rombo estimado entre 130 e 150 milhões de dólares.
Todavia, foi justamente em seu mandato que o clube viveria o dia de maior decadência da instituição, com o time sofrendo um inédito rebaixamento ao fim da temporada 2010-11. Embora diga-se que a maior parcela da responsabilidade pela queda deve-se à gestão anterior, a avaliação é que Passarella também teve dose de culpa, particularmente quando a escolhas equivocadas de técnicos e reforços para o time. Quase um ano depois do rebaixamento, ainda sob o mandato de Passarella, o River Plate retornou à principal divisão do futebol argentino.

## Títulos

### Jogador
Seleção Argentina
- Copa do Mundo - 1978, 1986
- Torneio de Toulon - 1975

River Plate
- Campeonato Argentino - 1975 (Nacional e Metropolitano), 1977 (Metropolitano), 1979 (Nacional e Metropolitano), 1981 (Nacional e Metropolitano)
- Copa Carlos Dittborn Pinto - 1976

### Técnico
Seleção Argentina
- Jogos Pan-Americanos: 1995

River Plate
- Campeonato Argentino - 1989-1990 (Primeira Divisão), 1991 (Apertura), 1993 (Apertura)

Monterrey
- Campeonato Mexicano - 2003 (Clausura)

## Prêmios e honrarias

### Seleção de Todos os Tempos IFFHS
- IFFHS ALL TIME WORLD MEN'S DREAM TEAM (Time B)[19]

### Seleção Argentina de Todos os Tempos
- 2016 - Um dos 11 eleitos pela AFA para a Seleção Argentina de Todos os Tempos.[20]

### Seleção da América do Sul de Todos os Tempos
Foi escolhido ainda para integrar a seleção da América do Sul de todos os tempos. A enquete foi realizada com cronistas esportivos de todo o mundo.